# Ropica marmorata
Ropica marmorata är en skalbaggsart. Ropica marmorata ingår i släktet Ropica och familjen långhorningar.

## Underarter
Arten delas in i följande underarter:
- R. m. sarawakiana
- R. m. marmorata